# Куяган (село)
Куяган — село в Алтайском районе Алтайского края, административный центр Куяганского сельсовета.

## Название
Село ранее имело название Куера или Куеран, что означает «Золотое дно».

## География
Село расположено в 52 км от районного центра — села Алтайское, на берегах реки Песчаная, у места впадения в неё реки Куяган. Реку в черте села пересекает автомобильный мост и пешеходный мост.

## История
Основано в 1825 году, история даже зафиксировала имена инициаторов поселения на этом месте: крестьянин Касмалинской волости деревни Востровой Матвей Панов и деревни Усть-Волчиха Евдоким Пятков.
В 1834 году в селе насчитывалось 274 жителя, из них 141 душа мужского и 133 души женского пола. В 1893 году здесь насчитывалось 200 дворов и в них 940 жителей. В 1911 году село было центром Куяганской волости и здесь насчитывалось 2259 жителей в 418 дворах. В 1926 году село было уже центром района и здесь проживало 3469 жителей.

## Население
| 1834  | 1893  | 1911  | 1926  | 1992  | 1997  | 1998  |
| ----- | ----- | ----- | ----- | ----- | ----- | ----- |
| 274   | ↗940  | ↗2259 | ↗3469 | ↘1221 | ↘1133 | ↘1129 |
| 1999  | 2000  | 2001  | 2002  | 2003  | 2004  | 2005  |
| →1129 | ↗1159 | ↘1140 | ↘1047 | ↘1040 | ↘987  | ↘971  |
| 2006  | 2007  | 2008  | 2009  | 2010  | 2011  | 2012  |
| ↘953  | ↘937  | ↘902  | ↘876  | ↘800  | →800  | ↗801  |
| 2013  |       |       |       |       |       |       |
| ↘779  |       |       |       |       |       |       |

## Интересные факты
- В сентябре 1911 г., днем в Куяганской волости у села Дёмино, упал каменный метеорит весом 12 кг, получивший название «Бийский метеорит» Случаи падения метеоритов на Алтае.
- С 5 по 6 августа 1919 года в Куягане шли бои между дёминско-александровским партизанским отрядом П.Д. Кокорина и карательным отрядом белогвардейцев Серебрянникова и Кирьянова, которые при содействии священника собрали на базарной площади куяганских крестьян и учинили над ними расправу, жгли дома партизанских семей. Бой выиграли партизаны из Дёмино и Александровки (села бывшей Куяганской волости), ими были освобождены 15 куяганских партизан и 50 крестьян, которых хотели расстрелять. В партизанский отряд Кокорина сразу же записались более 100 человек из Куягана.
- 22 ноября 1919 года в Куягане в доме Сучкова скончался командир 2-го партизанского полка,1-й Горно-Конной Алтайской партизанской дивизии П.Д. Кокорин, который был смертельно ранен в бою под с. Точильное и привезен в Куяган, где располагался лазарет партизанской дивизии.
- В 1932 году сыродел Дмитрий Анатольевич Граников на Куяганском сырзаводе разработал и освоил технологию производства сыра «Советский»

## Личности
- Плесовских, Константин Антипович (1920—2004) — ветеран и герой Великой Отечественной войны, полный кавалер ордена солдатской Славы жил и работал в селе после войны, до 1971 года.
- Субботин, Ефим Фёдорович (1918—1984) — Герой Советского Союза.